# پاکیتا سالاس
پاکیتا سالاس (اسپانیایی: Paquita Salas‎) یک مجموعهٔ تلویزیونی کمدی اسپانیایی است که در سال ۲۰۱۶ منتشر شد. از بازیگران این سریال می‌توان به بلن کوئستا، آنا کاستی‌یو و ماریو کاساس اشاره کرد.